# Несъстоятелност
Несъстоятелността е състояние на неспособност да се изплащат дължими пари навреме от дадено лице или компания към кредитор.

## Цел
Производството по несъстоятелност се развива по отношение на длъжник изпаднал в невъзможност да покрива своите задължения към кредиторите си. То е крайно средство за събирането на вземанията на кредиторите по принудителен път и се развива в случаите, в които икономическото състояние на длъжника е изключително тежко и финансовото му оцеляване е под въпрос. Чрез откриване на ПН кредиторите събират своите вземания като избягват неудобствата при воденето на множество принудителни изпълнения, а също така е гаранция, че длъжникът със своите действия няма да увреди бъдещата маса на несъстоятелността.
В чл. 601 ал. 1 на Търговският закон е изрично посочено, че „производството по несъстоятелност има за цел да осигури справедливо удовлетворяване на кредиторите и възможност за оздравяване на предприятието на длъжника“, ал. 2 отбелязва, че се отчитат интересите както на кредиторите, така и на длъжника, и неговите работници.

## Компетентни лица
Искане за обявяване на юридическо лице (в определени случаи и физическо) в несъстоятелност, може да се отправи от определени лица посочени изрично в Търговския закон. Това са:
- длъжникът
- ликвидаторът
- кредиторът
- наследниците в случаи, че длъжникът е неограничено отговорно лице в командитно дружество или командитно дружество с акции, съдружник в събирателно дружество или едноличен търговец.
- Националната агенция за приходите за публични вземания на държавата и общините, свързани с търговската дейност на длъжникът и частни държавния вземания.

Особеното тук е, че прокуристът не е сред упълномощените лица, които могат да искат откриване на ПН. Това е необичайно разрешение имайки предвид широките правомощия, които имат прокуристите при осъществяването на търговската дейност от името и за сметка на търговеца. В литературата той се определя като „другото аз“на търговеца. За него тежи задължението да уведоми в 7-дневен срок търговеца за настъпилата неплатежоспособност и/или свръхзадълженост. Специфичното е, че в Наказателния кодекс се съдържа текст инкриминиращ неизпълнението на това задължение.
Длъжникът и неговите наследници са длъжни да поискат в 30-дневен срок откриване на производство по несъстоятелност. За длъжникът този срок започва да тече от момента на установяване на неплатежоспособността и/или свръхзадължеността. За наследниците му (при т.нар. „послесмъртна несъстоятелност“) този срок започва да тече само в случай, че приемат наследството и от дата на неговото приемане.

## Компетентен съд
За компетентен да разгледа молбата за откриване на ПН се счита съответния окръжен съд по седалището на длъжника. Меродавен е моментът към подаване на молбата. Последваща промяна на седалището на длъжникът не води до промяна на компетентния съд. Компетентността е уредена с Търговския закон с императивни правни норми т.е. тя не може да бъде предмет на уговорка между страните. Споразумения за посочване на друг компетентен съд извън горепосочения са правно ирелевантни. Те не пораждат никакво действие.

## Разглеждане на молбата за откриване на производство по несъстоятелност
Има различия при разглеждане на молбата подадена от длъжник, негов наследник, ликвидатор, орган на управление или представител и молба подадена от кредитор. В първия случай говорим за доброволна несъстоятелност, а във втория за принудителна. Законът макар и да не използва тези термини подхожда по различен начин в двата случая. При доброволната несъстоятелност съдът разглежда молбата незабавно в закрито, неприсъствено заседание, при което не се призовават нито кредиторите, нито длъжникът.
При принудителната несъстоятелност съдът разглежда молбата в 14-дневен срок от нейното подаване в заседание на закрити врата, като се призовават длъжникът и молителят. До приключване на първото заседание по делото към него могат да се присъединяват и други кредитори, да се представят доказателства и да се правят възражения.
Поради това, че производството по несъстоятелност засяга интересите на изключително широк кръг субекти и има важни правни последици, то се развива в кратки срокове. Така съдът образува делото в деня на подаване на молбата и го обявява за решаване най-късно в тримесечен срок от образуването му.
Достатъчно основание за обявяване на дружеството в несъстоятелност е неплатена такса от 1 лев към друга фирма и неплатени съдебни вноски от 300 лева.

## Предварителни обезпечителни мерки
Налагането на предварителни обезпечителни мерки може да се иска от кредиторите или съдът да ги постанови служебно. Те се налагат в случаи, че има опасност длъжникът да увреди бъдещата маса на несъстоятелността като намали активите си (например неизгодни продажби на движимо и недвижимо имущество, умишлено унищожаване на складирани стоки, укриване на парични и стоково-материални ценности, опростяване на вземания и др.) или увеличава пасивите (например взимането на заеми). От тези мерки се ползват не само първоначалния кредитор подал молбата за откриване на ПН, но и всички присъединили се кредитори.
За налагането на тези мерки кредиторът (не само първоначалния, но и всеки присъединил се) отправя до съда искане за това. За да го одобри съдът, е нужно или да представи убедителни писмени доказателства за опасността, с действията си длъжникът да увреди бъдещата маса на несъстоятелността или да даде обезпечение в размер определен от съда, което да обезщети длъжника за вредите в случаи (при доказване), че затрудненията му имат временен характер или разполага с достатъчно имущество да покрие задълженията си, т.е., че не е неплатежоспособен съответно свръхзадължен. Ако съдът прецени че е нужно, може да поиска от заинтересованите кредитори да дадат обезпечението дори, когато има убедителни доказателства, че длъжникът може да увреди бъдещата маса на несъстоятелността.
Съдът налага предварителните обезпечителни мерки с определение, което се съобщава на длъжника и кредиторът поискал налагането им. Съдът е свободен сам да определи кои временни обезпечителни мерки да назначи, т.е не е обвързан от искането на молителя. Актът подлежи на незабавно изпълнение и неговото обжалване не спира изпълнението му. Определението може да се обжалва от заинтересуваните лица в 7-дневен срок, считан от датата на съобщаването му.
Предварителните обезпечителни мерки са запор върху движимо имущество, възбрана върху недвижимо имущество, назначаване на временен синдик като предварителна обезпечителна мярка (има общо четири различни вида синдици), запечатване на помещения, назначаване на охрана и др.
Временните обезпечителни мерки имат временен характер. Те се прекратяват по преценка на съда или могат да се изменят от него по искане на кредиторите, длъжникът или служебно до обявителното съдебно решение, с което се открива производството по несъстоятелност. Обявителното съдебно решение прекратява ex lege временните обезпечителни мерки, т.е. не е необходим акт на съда, с който да се прекратят. Това става по силата на закона. С обявителното съдебно решение се поставя началото на производството по несъстоятелност и като една от последиците му е десезирането на длъжника-неговата търговска дееспособност се ограничава от фигурата на синдика, което прави ненужни временните обезпечителни мерки като средство за закрила интересите на кредиторите.